# Time Without Pity
Time Without Pity is een Britse film van Joseph Losey die werd uitgebracht in 1957. Het is een verfilming van het toneelstuk Someone Waiting van Emlyn Williams.

## Verhaal
David Graham is een schrijver zonder veel succes die weinig naar zijn zoon Alec heeft omgekeken. Hij heeft net een ontwenningskuur achter de rug wanneer hij verneemt dat Alec ervan beschuldigd wordt zijn vriendin te hebben vermoord. Hij is overtuigd dat Alec onschuldig is en keert vliegensvlug uit Canada terug naar Engeland. 
Hij beschikt slechts over 24 uur om diens onschuld te bewijzen. Hij gaat de wedloop tegen de tijd aan en doet alles om de ware schuldige te vinden. Hij onderzoekt de omstandigheden waarin het meisje om het leven werd gebracht en komt zo terecht in het huis van de rijke familie Stanford. 
Maar hoe meer zijn onderzoek opschiet, hoe meer hij opnieuw begint te drinken, wat zijn geloofwaardigheid niet ten goede komt ...

## Rolverdeling
| Acteur             | Personage       |
| ------------------ | --------------- |
| Michael Redgrave   | David Graham    |
| Leo McKern         | Robert Stanford |
| Ann Todd           | Honor Stanford  |
| Paul Daneman       | Brian Stanford  |
| Peter Cushing      | Jeremy Clayton  |
| Alec McCowen       | Alec Graham     |
| Renee Houston      | mevrouw Harker  |
| Lois Maxwell       | Vicky Harker    |
| Richard Wordsworth | Maxwell         |
| George Devine      | Barnes          |
| Joan Plowright     | Agnes Cole      |